# Querelle des Investitures
Vous lisez un « bon article » labellisé en 2008.
Pour les articles homonymes, voir Investiture.

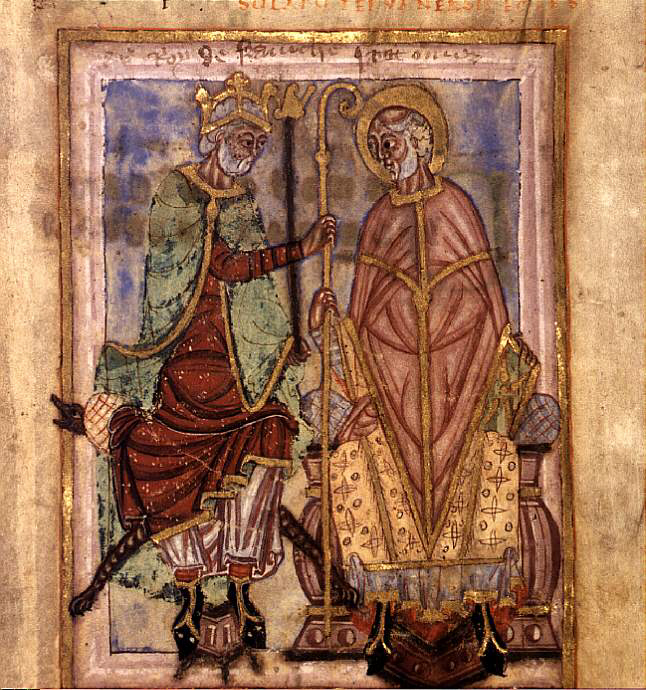
Dagobert Ier investit Audomar à la tête de l'évêché de Thérouanne. Vie de Saint Omer, XI.

La querelle des Investitures (Allemand: Investiturstreit) est le conflit qui oppose la papauté et le Saint-Empire romain germanique entre 1075 et 1122. Il a pour objet l'investiture des évêques. Au Moyen Âge, l’investiture est un acte par lequel une personne en met une autre en possession d'une chose. Au XIe siècle, les souverains du Saint-Empire estiment que le fait de devoir confier des biens matériels à des évêques ou à des curés les autorise à choisir ces ecclésiastiques et à être ceux qui leur accordent l'investiture spirituelle. Cette mainmise des autorités temporelles sur les autorités spirituelles a comme conséquence une défaillance profonde du clergé ainsi nommé, qui ne met plus son rôle spirituel en premier.
La réforme grégorienne qui débute au milieu du XIe siècle entend lutter contre les manquements du clergé à ses devoirs, ce qui incite le pape à vouloir le contrôler, au détriment des détenteurs du pouvoir politique. Les monarques du Saint-Empire romain germanique, pour qui les évêques sont aussi des relais de l'autorité impériale, s'opposent alors à cette prétention. Après une lutte sans merci entre les empereurs et les papes, la querelle des Investitures aboutit à une victoire provisoire du pouvoir spirituel (papal) sur le pouvoir temporel (impérial).

## Les origines de la querelle
Le règne des Ottoniens, à la tête du Saint-Empire romain germanique, commence le 2 février 962 par le couronnement à Rome de l'empereur Otton Ier par le pape Jean XII. Les Ottoniens exercent peu à peu un contrôle total sur l'élection des papes et sur la nomination des évêques dans l’Empire. Pour asseoir leur autorité, les souverains de l'Empire dévoluent des pouvoirs régaliens aux prélats. Les évêques présentent l'avantage de ne pas avoir d'héritier. Ne concéder les charges et biens qu'à titre viager permet de récupérer les terres à la mort du vassal et évite donc la perte progressive des possessions. Cela permet aussi de conserver un moyen de pression sur ces vassaux dont la jouissance des terres accordées en précaire peut être retirée. Louis le Pieux avait précipité la fin de l'Empire carolingien en rompant l'équilibre entre les biens fonciers fiscaux et les biens fonciers accordés en jouissance à la noblesse. Dès lors, l'empereur n'était plus assez riche pour entretenir ses vassaux dont rien ne bridait plus alors les velléités naturelles d'indépendance. Dès sa fondation, le Saint-Empire romain germanique est entravé par le peu d'institutions sur lesquelles l'empereur peut asseoir son autorité et par la faiblesse de ses revenus car les empereurs ne disposent que de leurs propres domaines pour financer leur politique.
Les Ottoniens évitent ce problème en donnant les investitures temporelles et spirituelles à des hommes de leur choix, souvent issus de la chapelle royale, où ils ont pu être jaugés, fidèles à leur personne et à leur pouvoir. Ainsi, les évêques de la Reichskirche (littéralement « l'Église impériale ») forment l'ossature de l'administration impériale. Leur investiture est symbolisée par la remise par l'empereur de l'anneau et de la crosse à l'évêque entrant en charge. Cette pratique ne concerne pas que les diocèses mais aussi les monastères royaux, les grands chapitres séculiers. L'arrivée au pouvoir impérial de la dynastie salienne ou franconienne en 1024, avec l'élection de l'empereur Conrad II le Salique ne change rien à cette organisation. Jusqu'au règne d'Henri II (1039-1056), ce système institutionnel fonctionne parfaitement.

### La réforme grégorienne et les prérogatives impériales

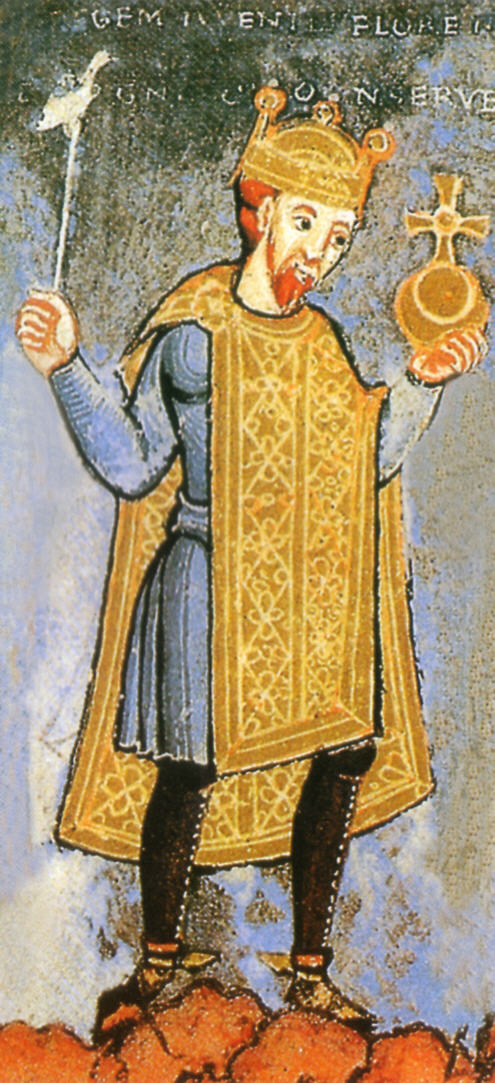
Henri III (empereur du Saint-Empire) (miniature datant de 1040).

Au XIe siècle, cette politique se retrouve en totale opposition avec la réforme grégorienne mise en œuvre par la papauté qui estime que ce que l'on peut reprocher au clergé d'alors trouve sa source dans la mainmise du pouvoir temporel.
Depuis le Xe siècle, un courant de réforme monastique porté par des abbayes comme Cluny, Brogne ou Gorze s'efforce de moraliser la conduite du clergé. De son côté, le roi des romains depuis 1039, Henri III, futur empereur du Saint-Empire pense qu'il est l'oint du Seigneur et qu'il doit faire appliquer strictement ses préceptes, et pour cela il place directement sous sa tutelle les monastères réformés pour les soustraire à l'autorité des seigneurs laïcs.
À Rome, au même moment, ce sont les grandes familles de la ville qui se disputent la papauté. Trois papes revendiquent la tête de l'Église catholique. Le synode de Sutri démet ces trois papes en décembre 1046. L'évêque de Bamberg, devenu pape sous le nom de Clément II, couronne Henri III et sa femme empereur et impératrice du Saint-Empire. Henri III nomme ensuite le futur Léon IX, son cousin, imprégné — comme lui — d'esprit de réforme, pour lui succéder au Saint-Siège. Ce dernier, installé sans véritable scrutin, s'entoure de réformateurs. Hildebrand, le futur Grégoire VII, est l'un de ses principaux conseillers Son pontificat marque le début de la réforme grégorienne dès octobre 1049 lorsqu'il réunit un concile à Reims condamnant la simonie et le nicolaïsme. La coopération entre « les deux moitiés de Dieu » profite, dans un premier temps, à l'empereur, qui est élu par les grands seigneurs du Saint-Empire, en renforçant son caractère sacré.
Mais, en 1054, le pape Léon IX meurt. À son tour, l'empereur Henri III décède en 1056, ne laissant qu'un héritier de six ans. Profitant de la minorité du futur empereur Henri IV (empereur du Saint-Empire) alors roi des Romains, le pape Nicolas II décide en 1059 de réserver l'élection du pape aux seuls cardinaux. L'empereur n'a donc plus aucun rôle direct dans la nomination du pape.
Parmi les réformateurs, certains, à la suite de Humbert de Moyenmoutier, pensent que l'inconduite du clergé est due à l'investiture laïque. Ils estiment que les laïcs ne nomment pas toujours la personne la plus compétente mais celle qui servira le mieux leurs intérêts. L'investiture laïque est donc condamnable, même si elle ne se fait pas en échange d'argent .
Hildebrand continue à s'opposer énergiquement à l'investiture laïque aux côtés des papes successifs puis en tant que souverain pontife après son élection en 1073. Mais il a face à lui un jeune roi des romains, le futur empereur Henri IV (empereur du Saint-Empire) qui a une haute idée de ses devoirs et de ses droits et qui entend bien revenir sur les concessions faites aux princes germaniques et au pape pendant sa minorité.
Lors du concile du Carême de 1074, des décisions sont prises pour écarter les prêtres simoniaques ou concubinaires. Mais les évêques nationaux, principalement les germaniques, ne montrent aucun empressement à appliquer les décisions du concile. Dans un premier temps, le roi des Romains, Henri IV, propose de jouer les médiateurs entre les légats pontificaux et les évêques germaniques. Lors du concile du Carême de 1075, non seulement les prêtres simoniaques et concubinaires sont menacés d'excommunication mais des évêques sont aussi condamnés : « Si quelqu'un désormais reçoit de la main de quelque personne un évêché ou une abbaye, qu'il ne soit point considéré comme évêque. Si un empereur, un roi, un duc, un marquis, un comte, une puissance ou une personne laïque a la prétention de donner l'investiture des évêchés ou de quelque dignité ecclésiastique, qu'il se sache excommunié ».
Le pape Grégoire VII publie de son côté un décret interdisant aux laïcs de choisir et d'investir les évêques. C'est la première fois que l'Église prend ainsi position sur la question des investitures laïques.
L'empereur Henri IV, qui vient de vaincre une rébellion en Saxe, veut pouvoir compter sur le soutien d'une Église impériale dévouée face à la turbulence des grands seigneurs. Dans un premier temps, bien que n'étant pas hostile à la réforme, il cherche à négocier tout en continuant à nommer les évêques. Il a comme objectif de renforcer en Italie une Église d'Empire, Reichskirche, qui lui serait totalement fidèle. Deux évêchés vacants sont donnés à deux de ses fidèles, ainsi que l'archevêché de Milan, cette fois contre l'avis du pape et des bourgeois de la ville. Le pape proteste en des termes très vifs. Alors éclate le conflit. Au-delà de la question des investitures, c'est le sort du dominium mundi qui se joue, la lutte entre le pouvoir sacerdotal et le pouvoir impérial. Les historiens du XIIe siècle appellent cette querelle Discidium inter sacerdotium et regnum.

### LesDictatus papæ
En 1075, le pape Grégoire VII, pour mettre un terme à la lutte entre le spirituel et le temporel, écrit vingt-sept propositions regroupées dans les Dictatus papæ. Il interdit les investitures par des laïcs sous peine d'excommunication des contrevenants. Il assied donc son pouvoir sur l’Église en devenant le seul capable d'investir les prélats. Dans ce document, jamais promulgué, le pape soutient que, dans la société chrétienne dont le ciment est la foi, le pouvoir appartient à l'ordre sacerdotal. L'ordre laïc doit exécuter les commandements de l'ordre sacerdotal. Il affirme qu'il est, par le Christ, le seul à avoir un pouvoir universel, supérieur à celui des souverains, qu'il peut déposer, et qu'il est le seul maître de l'Église. Il s'estime l'héritier de l'Empire romain et par là même « l'empereur suprême ». Tous les détenteurs de pouvoir temporel lui doivent donc obéissance. L'empereur n'est donc plus le coopérateur du souverain pontife, mais son subordonné. C'est au pape de se prononcer sur l'aptitude des princes à exercer des fonctions spirituelles. L'empereur n'est plus un personnage sacré, car il n'est qu'un laïc. Cela remet en cause l'Église impériale et le mode de gouvernement mis en place par les Ottoniens. Il n'y a plus de relation de collaboration mais de sujétion. Grégoire VII pense aussi que si les papes ont des pouvoirs sans limites ils ont aussi des devoirs écrasants. Il écrit d'ailleurs à l'abbé de Cluny : « Les temps sont d'une extrême gravité, et nous portons le poids énorme des affaires spirituelles et séculières ».
Les monarques voient dans les actions du pape Grégoire VII une atteinte à leur pouvoir. Les Dictatus papae sont à l'origine d'une science canonique et d'une progression de la puissance papale comme monarchie centraliste. Dans l'Église, le pape devient législateur unique. Même les décrets des conciles lui sont attribués.

## Le conflit entre le pape Grégoire VII et l'empereurHenriIV

### L'abaissement de l'empereurHenriIV

Henri IV du Saint-Empire fait pénitence à Canossa.

Un synode d'évêques germaniques, réuni à Worms en janvier 1076, reproche au pape son ingérence dans les affaires épiscopales. Il le déclare indigne de ses fonctions et lui refuse obéissance. En réaction à la lettre qui le conviait avec une grande brutalité à renoncer à sa charge, Grégoire VII fait déposer Henri IV par un autre synode en février 1076. L'empereur, dont les sujets sont déliés de leur serment de fidélité, est finalement excommunié tout comme l'archevêque de Mayence Sigefroi Ier. L'évêque Adalbéron de Wurtzbourg les bannit de son diocèse. De plus, les évêques signataires de la lettre de Worms sont invités à se soumettre avant le 1er août 1076. Très vite, des prélats germaniques déclarent leur soumission au pape. Les ducs de Souabe, Carinthie et Bavière se déclarent contre Henri IV, avec l'appui des Saxons, qui reprennent les armes. Le 16 octobre 1076, à Trebur, les princes décident qu'un nouveau monarque sera élu si la sentence papale n'est pas levée dans un an et demandent au pape de venir juger le souverain déchu. Ils font bloquer les passages des Alpes pour empêcher Henri IV de rencontrer Grégoire VII.
À l'idée de voir se révolter une noblesse trop heureuse de contester le pouvoir impérial, Henri IV recule. Il quitte Spire en cachette avec une garde réduite, passe le col du Mont-Cenis par un froid intense et chevauche à la rencontre de Grégoire VII à Canossa, au nord de l'Italie. Le souverain pontife, qui se rendait à Augsbourg pour assister à une assemblée impériale, s'est réfugié dans cette ville car il se croit menacé. Henri IV attend trois jours, en habit de pénitent, que le pape daigne le recevoir, puis il s'agenouille devant lui pour implorer son pardon. En réalité, les trois jours se passent en négociations au cours desquelles Mathilde de Toscane et l'abbé de Cluny Hugues, parrain d'Henri IV, jouent un rôle décisif. Le pape finit par lever l'excommunication. Il fait cependant savoir que si le pécheur a reçu l'absolution, il ne lui a pas pour autant restitué son pouvoir. Par sa pénitence à Canossa, Henri IV est parvenu à écarter le danger d'une entente entre le pape et l'opposition des princes germaniques, mais le pape a pu s'ériger en juge des princes, droit qu'il juge naturel. Cependant la réhabilitation d'Henri IV n'empêche pas l'élection d'un nouvel empereur, Rodolphe de Rheinfelden, par les princes révoltés en 1077.

### HenriIVreprend l'avantage

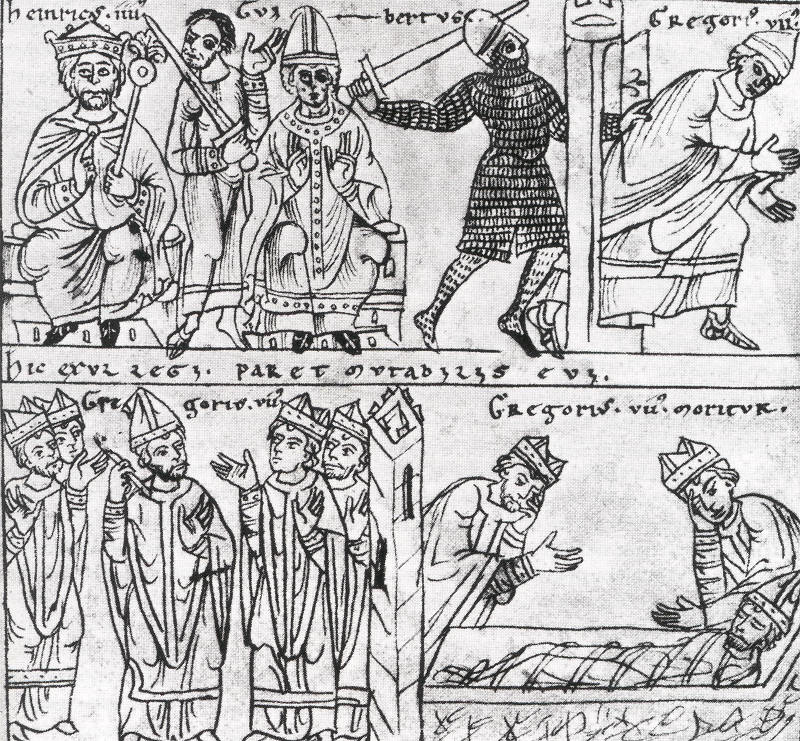
Henri et l'antipape Clément III. Mort de Grégoire VII.

Soutenu par ses vassaux lombards, Henri IV renforce le nombre de ses partisans dans son royaume. Il ne modifie pas son comportement politique et religieux. Le synode du Carême de 1080 (7 mars) est l'occasion pour le pape Grégoire VII d'interdire une nouvelle fois les investitures et d'excommunier l'ex-Henri IV à nouveau. Pourtant, le clergé germanique reste aux côtés de son souverain impérial. Il défait Rodolphe une première fois le 27 janvier 1080. Il est finalement tué à la bataille de Mersebourg en octobre de la même année. Dans la même période, Henri IV réunit un synode qui dépose le pape et élit un anti-pape qui prend pour nom Clément III, et ne parvient pas à s'imposer en dehors du Saint-Empire romain germanique, malgré l'appui des rois de Hongrie et d'Angleterre. Clément III cherche surtout à concilier les objectifs de la réforme grégorienne et ceux d'Henri IV. Il rédige un faux : le privilège d'Adrien Ier à Charlemagne, censé attester que le pape Adrien Ier a donné à l'empereur en la personne de Charlemagne le droit d'élection pontificale.
En mars 1081, Henri IV quitte la Germanie pour l'Italie, où il se fait couronner roi d'Italie à Pavie alors que ses détracteurs élisent sous le nom d'Hermann Ier le comte de Salm-Luxembourg anti-roi des romains le 26 décembre de la même année. Celui-ci met à sac les possessions de la comtesse Mathilde, puis marche sur Rome, qu'il ne parvient à prendre qu'en 1084 grâce à l'aide des nobles romains, qui lui ouvrent les portes de la ville. Il se fait couronner empereur du Saint-Empire par l'antipape Clément III le jour de Pâques. Il fait enfermer Grégoire VII dans le château Saint-Ange. Grégoire VII est délivré par Robert Guiscard, le roi normand de Sicile qu'il avait excommunié en 1074 et avec qui il s'est réconcilié pour résister à Henri IV, mais les Normands pillent la ville, ce qui vaut au pape l'hostilité des Romains. Celui-ci quitte donc Rome pour Salerne. Il y meurt épuisé, le 25 mai 1085.
La situation devient confuse. Certains évêques germaniques répugnent à soutenir l'élection d'un antipape. La plupart des évêques de l'Italie du Nord ont été suspendus par Grégoire VII en 1085. Henri IV révoque tous les évêques germaniques partisans du pape. Dans plusieurs diocèses, les fidèles se retrouvent avec deux évêques, comme à Minden, où sont nommés le grégorien Reinhard et Folmar, partisan de l'empereur. À Metz, les bourgeois prennent le parti de l'empereur et interdisent l'entrée de la ville aux évêques grégoriens jusqu'en 1122. Les monastères germaniques sont eux aussi entraînés dans la querelle. Le mouvement du renouveau monastique va dans le sens de la réforme grégorienne.

### La lutte idéologique
Entre 1080 et 1085, 24 libelles polémiques sont écrits de part et d'autre. En tout, à peu près 150 écrits en latin ont circulé sur le thème de la querelle des Investitures. Aux violentes dénonciations de la chancellerie d'Henri IV répondent les longues lettres que Grégoire VII envoie aux clercs d'Occident. Les uns interdisent de recevoir des sacrements d'un prêtre marié ou non chaste, les autres mettent en avant la menace de priver les fidèles de sacrements. L'interdiction de la simonie suscite elle aussi de nombreux débats sur la place du pouvoir royal dans l'Église, sur l'élimination du clergé de tous ceux qui tiennent leur pouvoir d'un antipape ou d'un partisan d'Henri. Le pape peut compter sur un grand nombre des plumes ecclésiastiques, à une époque où le clergé est le principal dépositaire du savoir. Les monastères acquis aux thèses du pape sont un relais efficace en particulier Reichenau, Schaffhouse et l'abbaye de Hirsau. Manegold de Lautenbach attribue même l'autorité royale à une délégation de pouvoir du peuple que celui-ci peut annuler si le monarque se conduit comme un tyran et n'agit pas dans l'intérêt du peuple. Le parti impérial reprend les thèses de l'institution divine de la royauté et de la mission sacrée de l'empereur, chef et protecteur du peuple chrétien. Les juristes de Bologne et de Padoue mettent en avant une nouvelle lecture du droit romain qui fait de l'empereur, le monarque suprême et du pape un sujet comme les autres. Sigebert de Gembloux place le débat dans une perspective historique. L'Empire est passé des Romains aux Francs, puis des Francs aux Germains. Tôt ou tard tous les royaumes rejoindront l'Empire, c'est la volonté de Dieu. Il est difficile de mesurer l'impact de ces traités. Ils circulent en petit nombre et touchent surtout le clergé. Il ne faut pas oublier que l'enjeu de la lutte est surtout la fidélité du clergé à l'empereur.

### La fin du règne d'HenriIV

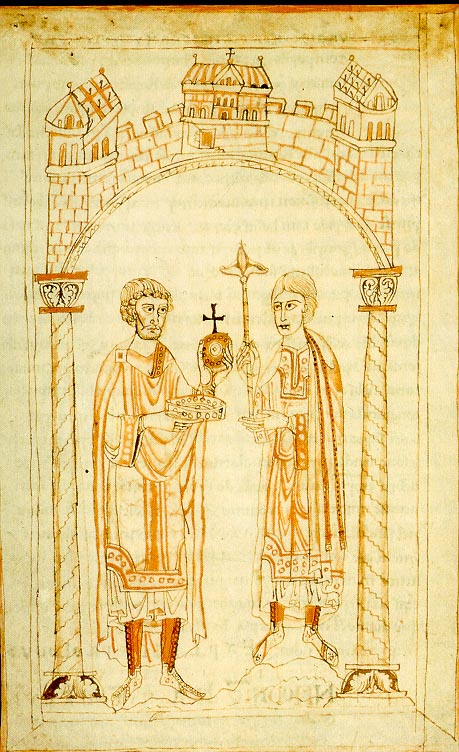
et son fils.

À la mort de Grégoire VII, aucun pape n'est élu pendant deux ans. Ensuite, le faible Victor III règne pendant dix mois. Henri IV commence à penser que la victoire est dans son camp. Il n'est cependant pas au bout de ses difficultés. Il s'oppose à Urbain II, le successeur de Victor III. Il doit faire face à un soulèvement de la Bavière en 1086 et, à l'instigation de la comtesse Mathilde, à une première révolte de son fils Conrad, duc de Lorraine, qui se fait élire roi de Germanie en 1087. Entre 1093 et 1097, son fils Conrad lui interdit tout retour en Germanie en occupant les cols des Alpes. Urbain II, au même moment, entreprend un voyage en France et, au concile de Clermont (1095), appelle la chrétienté à la première croisade. Il prend ainsi la tête d'une entreprise mobilisant toute la chrétienté occidentale. Il profite également de ce voyage pour, entre autres, inaugurer l'impressionnante église Saint-Sernin de Toulouse le 24 mai 1096. La Porte Miègeville qui y donne accès utilise un programme iconographique inspiré directement de la réforme grégorienne.
En 1099, Pascal II, un moine clunisien succède à Urbain II.
La femme d'Henri IV, Praxède de Kiev (devenue Adélaïde lors de son couronnement, à la suite de leur mariage), puis son second fils, le futur Henri V qu'il a fait élire empereur en 1099, l'abandonnent et soutiennent le pape. Henri V fait déposer en 1100 son frère Conrad et prend la tête de la noblesse germanique. Après avoir fait prisonnier son père, il l'oblige à abdiquer lors de la diète de Mayence en 1105. Henri IV meurt en 1106 à Liège, toujours excommunié : il ne recevra une sépulture religieuse qu'en 1111. L'Église germanique, lasse du conflit, se laisse convaincre des effets négatifs de la simonie. Les évêques attachent désormais moins d'importance aux affaires politiques et se montrent plus soucieux des aspects religieux de leur ministère. Malgré la résistance opiniâtre d'Henri IV, la réforme grégorienne fait donc des progrès en Germanie.

## Le compromis
Quand Henri V arrive au pouvoir, la question des investitures a été résolue en France comme en Angleterre. Il sait donc que négocier est possible. L'évêque français Yves de Chartres, spécialiste de droit canonique, avait en effet amorcé une solution en distinguant pouvoir spirituel et pouvoir temporel. Les monarques avaient renoncé à donner les investitures aux évêques en utilisant des symboles religieux.

### Le conflit entreHenriVetPascalII
Henri V s'était appuyé sur les partisans de la réforme grégorienne pour affermir son pouvoir face à son père, mais, dès que son autorité est solidement assise, il s'oppose au pouvoir pontifical en se mêlant comme son père des nominations d'évêques. Il estime que, vu la symbiose entre l'Église et l'Empire, il était dangereux de trop desserrer les liens. Le pape Pascal II, qui a renouvelé l'interdiction des investitures laïques, pense pouvoir négocier. En effet, Henri V veut être couronné empereur par le pape. Le souverain se rend en Italie pour négocier directement avec le pape. Le pape propose une solution radicale qui vise à rompre définitivement les liens entre l'épiscopat et l'Empire. Les deux hommes signent le concordat de Sutri en février 1111. L'empereur renonce alors aux investitures laïques. En échange, les évêques renoncent aux regalia, c'est-à-dire aux villes, duchés, marquisats, péages, monnaies, marchés qu'ils tenaient de leurs fonctions administratives dans l'Empire. En contrepartie, les églises sont libres avec toutes leurs possessions propres. L'accord est ratifié par le roi sous réserve de l'adhésion des évêques germaniques. Les concessions accordées par Pascal II suscitent une vive opposition de la part de la Curie romaine et des évêques germaniques.
Le 12 février 1111, lors de la cérémonie du couronnement, devant la protestation bruyante des évêques, Henri V déclare l'accord inapplicable. Le pape refuse donc de le couronner. Pascal II est emprisonné. Il est obligé de couronner Henri V et de signer l'accord du Ponte Mummolo le 11 avril 1111. Ce nouvel accord permet à l'empereur de donner les investitures à sa guise. Le camp impérial semble triompher. Mais le concile de Latran de 1112 revient sur toutes les concessions faites pendant la captivité du pape. De plus, Henri V doit faire face à un mécontentement général en Germanie. À l'est les Saxons se révoltent. Les troupes impériales sont battues à deux reprises. Henri V est excommunié en 1114 et le clergé germanique se range cette fois du côté du pape. Deux évêques réformateurs sont même nommés à Metz et à Magdebourg. Ceci n'empêche pas Henri V d'incorporer dans les domaines de l'Empire les fiefs italiens ayant appartenu à Mathilde de Toscane en 1115. Pascal II meurt en 1118. Le nouveau pape Gélase II refuse de rencontrer Henri V de peur d'être emprisonné et quitte Rome à l'arrivée de ce dernier. Comme son père précédemment, l'empereur fait élire un antipape, Grégoire VIII.

### Le concordat de Worms
Gélase II meurt en exil à Cluny en janvier 1119. Les prélats germaniques, las du conflit, espèrent une solution qui satisfera les deux partis. Le nouveau pape Calixte II entame, en 1119, des négociations avec l'empereur, qui n'aboutissent pas. Alors que l'armée impériale et les rebelles venus de Saxe sont prêts à s'affronter, les princes germaniques, réunis à l'initiative de l'archevêque de Trèves, enjoignent à Henri V de se soumettre au pape si celui-ci préserve « l'honneur de l'Empire ». Une année de difficiles négociations commence. Lambert d'Ostie, légat du pape Calixte II, sait ménager l'empereur. Henri V, excommunié, est absous sans faire acte de pénitence. Un accord est trouvé en 1122. Il est connu sous le nom de concordat de Worms. L'empereur renonce à l'investiture par la crosse et l'anneau. Il accepte la libre élection des évêques par le chapitre canonial de la cathédrale. En cas de conflit lors de cette désignation, il peut arbitrer en faveur du candidat le plus digne. Il donne ensuite l'investiture temporelle sous la forme d'un sceptre pour les biens fonciers et les fonctions régaliennes de l'évêque. Ce dernier a l'obligation de s'acquitter des tâches que lui imposent les terres concédées par l'empereur. Mais ce droit de regard sur l'élection épiscopale ne s'exerce que sur les possessions germaniques de l'empereur. Il perd donc son influence sur la nomination des évêques en Bourgogne et en Italie. Or, dans cette dernière région, les évêques étaient les plus fidèles soutiens de l'empereur et de gros pourvoyeurs de fonds pour le trésor impérial. Cet accord met fin à la querelle des Investitures et sonne le glas du césaropapisme en Occident. Toutefois, dans les faits, il est difficilement applicable.

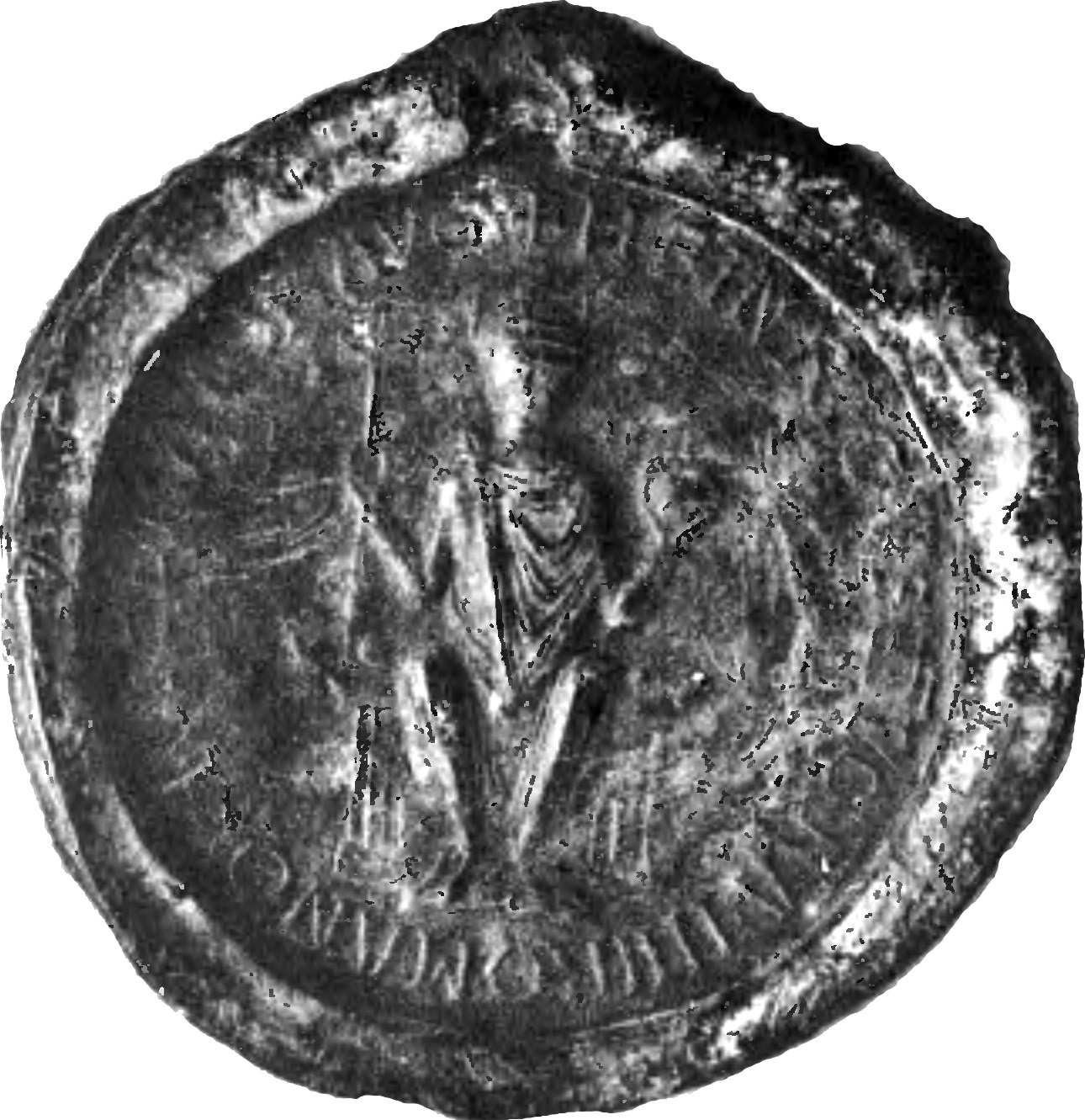
Le sceau d'Henri V.

La papauté a réussi, pour un temps, à soustraire les clergés nationaux au pouvoir des souverains. Elle renforce ainsi son prestige. Le pape Calixte II s'empresse d'ailleurs de réunir un concile œcuménique, le premier depuis celui de Constantinople en 869. Il reprend les dispositions du concordat de Worms et condamne de nouveau la simonie, le concubinage des clercs et la mainmise des laïcs sur les biens et les revenus de l'Église. La papauté acquiert les éléments et les caractéristiques d'une monarchie. Mais le Saint-Siège n'a pas réussi à imposer son dominium mundi. En séparant le temporel du spirituel, il permet la laïcisation progressive du pouvoir impérial, pouvoir qu’il contribue grandement à affaiblir. En effet, les excommunications et les interdits commencent à saper les structures de la pyramide féodale. Le compromis est largement une défaite pour l'Empire. Les prélats ne sont plus les officiers du souverain temporel, mais des vassaux, comme les princes laïques. L'armature administrative des Ottoniens a perdu de sa solidité.
Le conflit n'est pas fini pour autant. Il rebondit dès 1154 avec le début de la « lutte du sacerdoce et de l'Empire » et se solde par la défaite totale des empereurs germaniques, un siècle plus tard. Vers 1220, Frédéric II finit même par renoncer aux privilèges que lui avait concédés le concordat de Worms en terre germanique.